# Квинт Марций Рекс (консул 118 пр.н.е.)
Вижте пояснителната страница за други личности с името Квинт Марций Рекс.
Квинт Марций Рекс (на латински: Quintus Marcius Rex) e политик на Римската република през 2 век пр.н.е.
Произлиза от фамилията Марции, която произлиза от четвъртия цар на древен Рим Анк Марций. Баща му е претор Квинт Марций Рекс, който през 144 – 140 пр.н.е. построява акведукт Аква Марциа в Рим.
През 118 пр.н.е. е избран за консул заедно с Марк Порций Катон. Той основава колонията Narbo Martius (Нарбона). Умира в битка с племена в Алпите.
Неговата сестра Марция се омъжва за Гай Юлий Цезар II, тяхната дъщеря Юлия e съпруга на Гай Марий, а техният син претор Гай Юлий Цезар III се жени за Аврелия Кота и те са родители на прочутия диктатор Гай Юлий Цезар.